# Geneva (Nebraska)
Pour les articles homonymes, voir Geneva.
Geneva est une ville des États-Unis, siège du comté de Fillmore, dans l’État du Nebraska. Elle comptait 2 217 habitants en 2010.

## Histoire
Geneva doit son nom à la localité de Geneva, d’où venait Nathaniel McCalla, chez lequel la première élection des responsables du comté eut lieu le 21 avril 1871.[citation nécessaire]

## Démographie
Composition de la population (au recensement de 2000) :
- Blancs : 99,01 %
  - Hispaniques : 0,81 %
- Afro-américains : 0,04 %
- Amérindiens : 0,27 %
- Autres : 0,45 %
- Métis : 0,22 %